# Julio Goicochea Álvarez
Julio Víctor Goicochea Álvarez (Lima, 12 de abril de 1880–Trujillo, 23 de enero de 1951) fue un marino peruano que fue ministro de Relaciones Exteriores en el último gabinete ministerial del gobierno de Augusto B. Leguía, y en la efímera Junta Militar de Gobierno presidida por el general Manuel Ponce, en agosto de 1930.

## Biografía
Hijo de José Bernardino Goicochea y Corina Álvarez. Ingresó a la Escuela Naval en 1896, y egresó como guardiamarina en 1902.
Pasó a Argentina donde se entrenó durante tres años en la armada de dicho país. A su regreso pasó a servir a bordo del crucero Coronel Bolognesi. En 1915 fue transferido a Loreto donde se desempeñó como capitán de puerto de Iquitos y comandante de la flotilla fluvial. En 1917 fue jefe de la Estación de Sumergibles. De 1924 a 1927 fue agregado naval en Italia.
En 1927 fue ascendido a capitán de navío y al año siguiente tomó el mando del crucero Almirante Grau. Fue elevado a comandante general de la Escuadra y jefe del Estado Mayor General de Marina.
Cuando el 24 de agosto de 1930 renunció el gabinete ministerial presidido por Benjamín Huamán de los Heros y juró otro encabezado por el general Fernando Sarmiento Ramírez (gobierno de Augusto B. Leguía), Goicochea formó parte del nuevo personal ministerial, ocupando el portafolio de Relaciones Exteriores. Pero este gabinete duró apenas dos horas, pues el presidente Leguía se vio forzado a presentar su renuncia, ante el avance de movimiento revolucionario. Se constituyó entonces una Junta Militar de Gobierno presidida por el general Manuel Ponce, en la que Goicochea figuraba nuevamente como ministro de Relaciones Exteriores (25 de agosto de 1930). Complementaban este gabinete militar el coronel Eulogio Castillo (Gobierno), el teniente coronel Arturo Zapata Vélez (Justicia Culto e Instrucción), el coronel Ricardo E. Llona (Hacienda), el mayor Eduardo Castro Ríos (Fomento) y el contralmirante César Bielich (Marina y Aviación). Esta Junta no fue bien recibida por la opinión pública, pues se consideró que estaba integrada por personas demasiada vinculadas al régimen de Leguía. Por ello, a los pocos días, se disolvió y dio pase a la Junta Militar de Gobierno presidida por el comandante Luis Sánchez Cerro, que poco antes se había alzado en Arequipa. De los ministros anteriores solo se mantuvieron Castillo y Llona en esta nueva junta.
Goicochea pasó al retiro en 1940.